# Парола (Фінляндія)
Парола — місто в провінції Канта-Хяме, Фінляндія. Знаходиться за 110 кілометрів на північ від Гельсінкі, з яким пов'язаний залізничним сполученням.
На полі Parolamalmen у літній табір на літні навчання збиралися фінські війська з часів Густава Васи до 1866 року, після чого поле використовувалося російською армією у Фінляндії до початку громадянської війни. На згадку про інспектування фінських військ Олександром II 29 липня 1863 року фінський офіцерський корпус у 1868 р. поставив бронзову скульптуру лева, виконану Карлом Сестрандом ( Carl Eneas Sjöstrand ). 
У місті дислокується фінська танкова бригада і розташовується танковий музей.

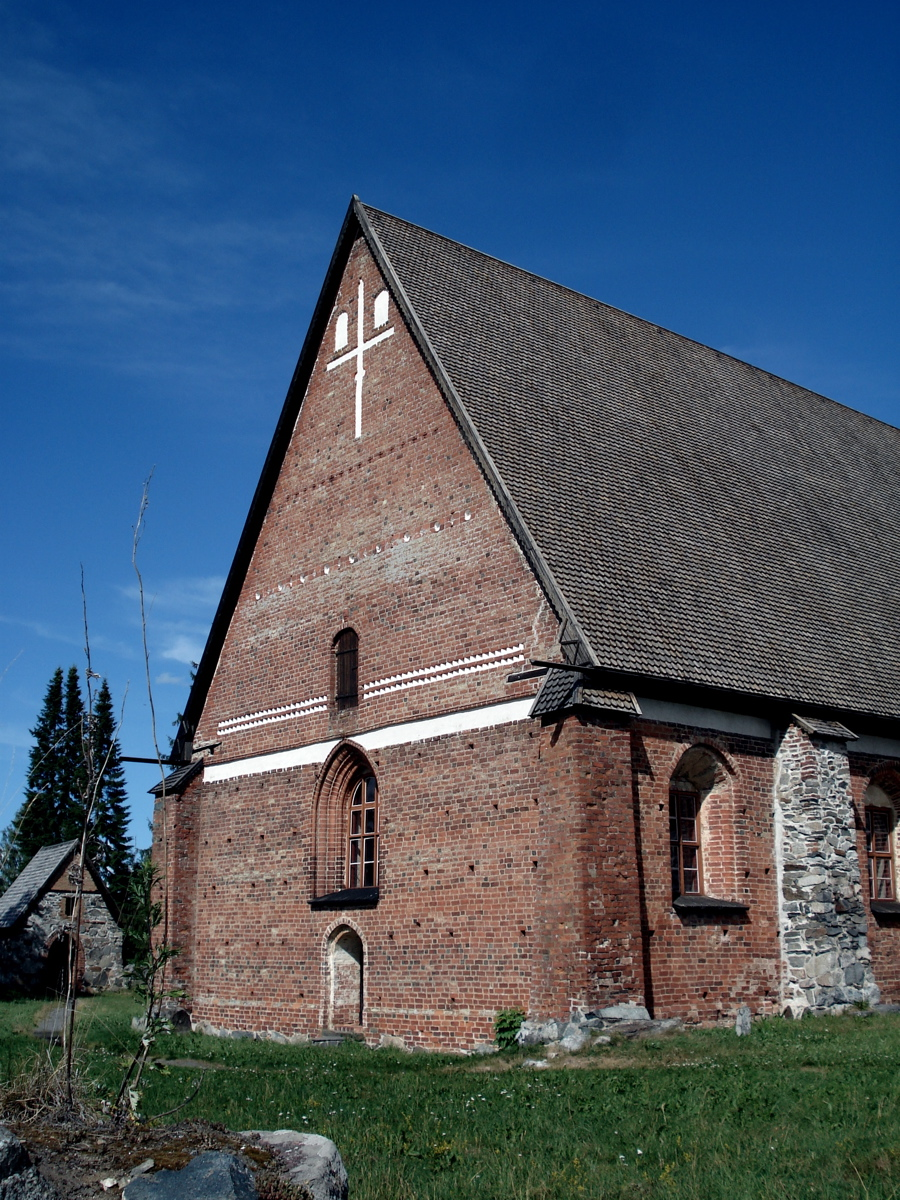
Церква поблизу Парола. Побудована в XIV віці.